# Belagavadi, Magadi
Belagavadi là một làng thuộc tehsil Magadi, huyện Ramanagara, bang Karnataka, Ấn Độ.